# Лукашевич, Татьяна Николаевна
Татьяна Николаевна Лукашевич (21 ноября 1905, Екатеринослав — 2 марта 1972, Москва) — советская кинорежиссёр и сценаристка.

## Биография
В 1927 году окончила режиссёрский факультет ГТК — Государственного техникума кинематографии (будущего ВГИКа). Работала ассистентом режиссёра в картинах «Одна из многих» А. Ходатаева и «Москва в Октябре» Бориса Барнета. В 1928 году дебютировала как режиссёр научно-популярного фильма «Война империалистической войне». В 1929 году на киностудии «Межрабпомфильм» поставила художественный фильм «Преступление Ивана Караваева» по собственному сценарию. С 1932 — режиссёр киностудии «Мосфильм».
Во время войны Татьяна Лукашевич работала на студии «Воентехфильм», где поставила ряд документальных и научно-популярных фильмов. Как второй режиссёр участвовала в работе над картинами «Суд чести» и «Заговор обречённых».
Однако славу ей принесли художественные фильмы и фильмы-спектакли, поставленные самостоятельно: «Подкидыш», «Свадьба с приданым», «Аттестат зрелости», «Слепой музыкант» и другие. Большинство её лент посвящены детям или подросткам, только вступающим во взрослую жизнь.
Скончалась в 1972 году на 67-м году жизни, похоронена на Востряковском кладбище в Москве.

## Фильмы

### Художественные
- 1929 — Преступление Ивана Караваева
- 1934 — Весенние дни (совм. с Рубеном Симоновым)
- 1937 — Гаврош
- 1939 — Подкидыш
- 1952 — Учитель танцев
- 1953 — Анна Каренина
- 1953 — Свадьба с приданым (совм. с Борисом Равенских)
- 1954 — Аттестат зрелости
- 1956 — Крылья
- 1957 — Они встретились в пути
- 1959 — Заре навстречу
- 1960 — Слепой музыкант
- 1962 — Ход конём
- 1964 — Остров Колдун

### Документальные и научно-популярные
- 1928 — Война империалистической войне
- 1929 — Уход за больным
- 1950 — Советская Чувашия

## Награды
- Орден Трудового Красного Знамени (7 марта 1960 года) — в ознаменование 50-летия Международного женского дня и отмечая активное участие женщин Советского Союза в коммунистическом строительстве и их заслуги перед Советским государством по воспитанию молодого поколения, за достижение высоких показателей в труде и плодотворную общественную деятельность[4]